# チャド・バノン
チャド・バノン（Chad Bannon、1970年11月13日 - ）は、アメリカ合衆国の男性格闘家、俳優である。コロラド州出身。

## 経歴
ボブ・サップに続くモンスター系ファイターとしてK-1 BEAST 2003にて富平辰文と対戦。序盤には怒涛のラッシュを見せたものの慣れないローキックに翻弄され次第に失速、0-3の判定負けを喫した。その後のプロ格闘技大会への出場は確認されていない。
端正な顔立ちにトレードマークのモヒカンヘアー、均整の取れたマッチョボディと格闘家の中でも有数の容姿を持つ。本国アメリカでは俳優としても活躍し、多数の映画等への出演歴がある。

## 主な出演作
- Kill Madonna（1996年）
- Step By Step（1997年）
- A Night at the Roxbury（1998年）
- Pacific Blue（1999年）
- V.I.P.（TVシリーズ）（1999年）
- Battle Dome（1999-2000年）
- Deus Ex（2000年）※声の出演
- PLANET OF THE APES/猿の惑星（2001年）
- ハウス・オブ・1000・コープス（2003年）